# Христо Добрев
Христо Добрев Стоянов (Дико)  е политик от БКП, партизанин, офицер (генерал-полковник). Участник в Съпротивителното движение по време на Втората световна война и партизанин от Народна бойна дружина „Чавдар“ и Партизански отряд „Христо Кърпачев“. Последно началник на Генералния щаб на БНА (1990).
Народен представител в V, VI, VII, VIII и IX обикновено народно събрание и VII велико народно събрание.

## Биография

### Образование и младежки години
Христо Добрев е роден на 2 юни 1923 г. в Ловченското село Драгана. Като ученик в VII клас на Смесена гимназия „Цар Борис III“ е активен член на РМС (1937). Председател е на Ученически кооперативен стол „Солидарност“.
Участва в Съпротивителното движение по време на Втората световна война. Заплашен от полицейски арест, преминава в нелегалност и става партизанин от 17 февруари 1942 г. в Народна бойна дружина „Чавдар“. Приема партизанското име „Дико“. От 30 октомври 1942 г. е член на БРП (к.)
Избран е за политкомисар на Партизански отряд „Христо Кърпачев“ и за заместник-политкомисар на Ловешко-Троянския военнооперативен район на Единадесета Плевенска въстаническа оперативна зона на НОВА (1944). Участва многократно в партизански акции, престрелки и сражения с правителствените сили. За тази дейност е осъден задочно на смърт по ЗЗД.
Участва активно в установяване управлението на Отечествения фронт в град Ловеч. След 9 септември 1944 г. завършва Народната мъжка гимназия „Христо Кърпачев“(1945).

### Професионална дейност
Постъпва в БНА на 16 септември 1944 г. и служи като помощник-командир на гвардейската дружина при тридесет и четвърти пехотен троянски полк. В периода 16 януари 1945 – 30 януари 1946 г. е политически инструктор в девета пехотна плевенска дивизия. От 1 февруари 1946 до 30 декември 1947 г. е политически инструктор при помощник-началника на втора армия. Между 1 януари и 30 септември 1947 г. завършва политически курс за офицер в Народното военно училище в София. След това е началник на отделение в политическия отдел на 1-ва армия.
Завършва престижната руска Военна академия „Михаил Фрунзе“ (1950) и Военната академия „Климент Ворошилов“ на Генералния щаб на Въоръжените сили на СССР (1956). Заместник-началник на оперативния отдел на Оперативното управление и заместник-началник на Оперативно управление на Генералния щаб (1 декември 1950 – 30 ноември 1954), началник-щаб на Втора армия (1956 – 2 август 1958). От 2 август 1958 г. е началник на Оперативното управление на Генералния щаб. Първи заместник-началник на Генералния щаб на БНА (1960 – 1968). В периода 1 юли 1963 – 31 октомври 1964 г. е началник-щаб на Главното управление за подготовка на войските в Министерството на отбраната. заместник-министър на народната отбрана и командващ войските на ПВО и ВВС (1968 – 1973), С министерска заповед № УК 520 от 22 септември Христо Добрев е назначен за заместник-министър на народната отбрана и командващ Сухопътните войски. Остава на поста първи заместник-министър на народната отбрана и командващ Сухопътните войски до 1987. Заместник-главнокомандващ на Обединените въоръжени сили на Варшавския договор (1980 – 1989). Уволнен от военна служба на 15 август 1990 г. и преминава в запаса на 22 декември същата година.
Последно е началник на Генералния щаб на Българската армия (1990). Кандидат-член (1966 – 1971) и член на ЦК на БКП (1971 – 1989)., до 2 февруари 1990 г.
Умира на 5 март 2013 г. в София.

## Творчество
Христо Добрев е автор на книгата „За съвременната война и бойната готовност“, ВИ, С., 1977 г. Публикува статии за партизанското движение в Ловешко-Троянския край. Издава свои мемоари, озаглавени „Непокорна младост“ (2001).

## Образование
- курс за политически офицери (1946 – 1947)
- Военна академия „Михаил Фрунзе“ (октомври 1948-декември 1950)
- Военна академия „Климент Ворошилов“ на Генералния щаб на Въоръжените сили на СССР (декември 1953-ноември 1956)

## Военни звания
- капитан – 11 септември 1944
- майор – 9 септември 1945
- подполковник – 9 септември 1948
- полковник – 21 май 1951
- генерал-майор – 19 септември 1959
- генерал-лейтенант – 1 ноември 1964
- генерал-полковник – 29 август 1969

## Награди
- Носител на Орден „Народна република България“ III, II и I степен
- Носител на Отличие „Герой на социалистическия труд“
- Носител на Орден „Георги Димитров“ – 2 пъти
- Носител на Орден „Народна свобода 1941 – 1944“ II степен
- Почетен знак „За принос към Министерството на отбраната“ (2010)